# أتريوم

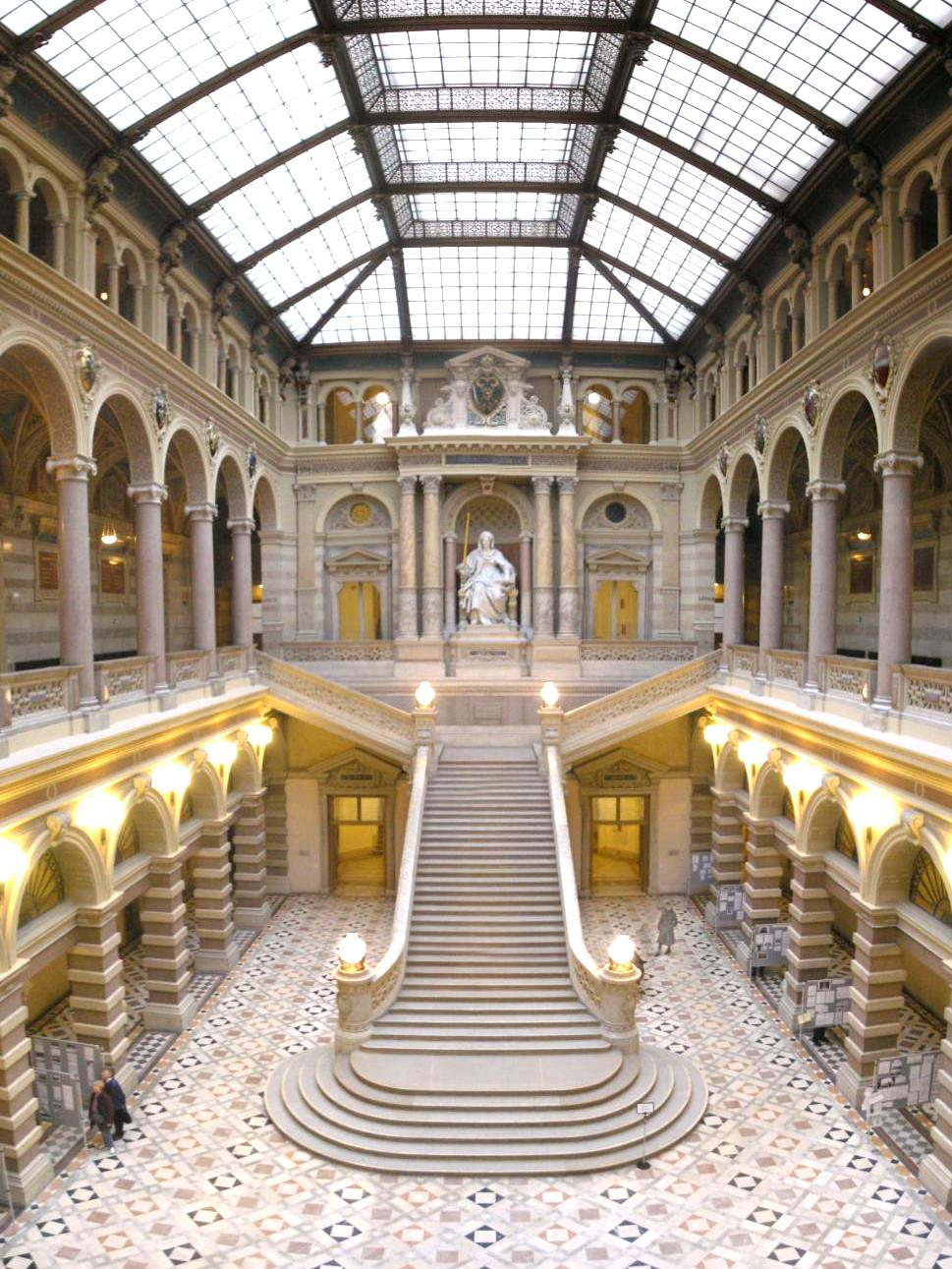
أتريوم قصر العدل في فيينا

البهو المفتوح أو الردهة أو الأتريوم في العمارة (باللاتينية: Atrium) هو فسحة سماوية في قلب المبنى. المصطلح (أتريوم) مشتق من اللاتيني. في العمارة الرومانية، كانت غرفة الموقد في وسط الدوموس (domus: نوع من المساكن المستخدمة في روما القديمة)، حيث كانت الجدران سوداء بسبب الدخان. في وقت لاحق، تم تصميم الفناء كفراغ داخلي: كان مكانا مفتوحًا محاطًا من ثلاثة جوانب أو كلها بأروقة ومغطى بسقف مائل.
في العمارة الدينية الأتريم (أو الفناء المسقوف) كان فضاء تابع للكنيسة، وهو رواق معمد على شكل مربع في وسطة جرن المعمودية (حيث الناس كانوا ينتظرون). من وجهة نظر أسلوبية، الرواق المعمد للعمارة الرهبانية استأنف طراز أتريم الفيلات الرومانية.
البهو المفتوح للمباني الحديثة يمكن أن يكون مفتوحا على عدة مستويات (بكامل الارتفاع)، أو أن مغطى بنوافذ واسعة، من أجل إعطاء إضاءة طبيعية جيدة.
في مجموعة المصطلحات العلمية والفنية التي أقرها المجمع  يشار إلى الاتريوم كحوش مكشوف في دور الرومانيين.

## معرض

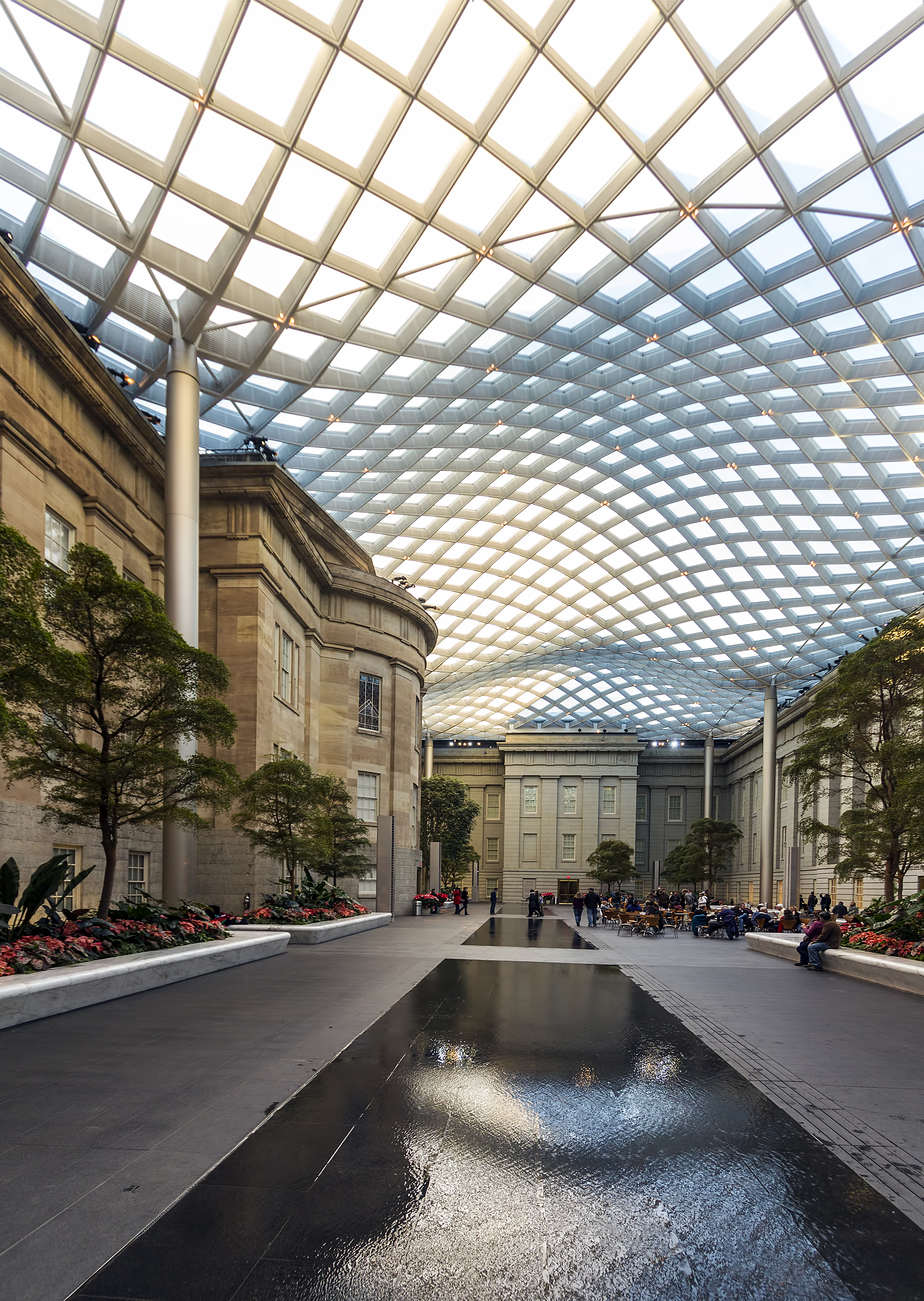
هيكل سقف اتريوم معرض الوطني بواشنطن مصمم باستخدام هياكل خلوية متراصة